# تالين
تَالِين (بالإستونية: Tallinn)‏ عاصمة جمهورية إستونيا ومركزها الإداري مقاطعة هاريو، وأكبر مدن البلاد وأقدم عاصمة في شمال أوروبا. وتعرف أيضًا باسمها القديم رِفَال (بالإستونية: Reval)‏ الذي كان يطلق عليها من القرن الثالث عشر حتى عام 1917. تحتل مساحة المدينة 159.2 كم 2 (61.5 ميل مربع) ويبلغ عدد سكانها 428,778. تقع على الساحل الشمالي من البلاد، على شاطئ خليج فنلندا وعلى بعد 80 كم (50 ميلًا) إلى الجنوب من عاصمة فنلندا هلسنكي، شرق ستوكهولم وغرب سانت بطرسبرغ. سجلت المدينة القديمة تالين في لائحة اليونسكو للتراث العالمي. يصنف على أنها مدينة عالمية، ضمن قائمة أفضل 10 مدن الرقمية في العالم. كانت المدينة عاصمة الثقافة الأوروبية لعام 2011، جنبًا إلى جنب مع توركو في فنلندا. تعتبر تالين مركز صناعي وثقافي وميناء بحري مهم. وتشمل منتجاتها الآلات الصناعية، والورق والمنسوجات، وأكثر ما تشتهر به المدينة قلاعها الجميلة ومبانيها الأخرى التي شيدت في الفترة بين القرن الثالث عشر الميلادي والقرن السادس عشر الميلادي.

## القرن 19
- 1816 - عدد السكان: 12,000 .
- 1845 - كنيسة القديسين بطرس وبولس بنيت
- 1848 - بيت الفروسية إعادة بنائه.
- 1851 - عدد السكان: 24,000 .
- 1886 - قلعة غليني.
- 1896 - مهرجان الأغنية الاستونية ينتقل إلى ريفال .

## القرن 20
- 1900
  - كاتدرائية الكسندر نيفسكي، تالين|كاتدرائية نيفسكي المبنية.
  - عدد السكان: 66292
- 1910
  - تم بناء المسرح الألماني
- 1913
  - تالين لتوليد الطاقة يبدأ التشغيل.
- 1914
  - مدرسة الفن الصناعية تأسست .
- 1921
  - مدرسة تالين الفرنسية تأسست .
- 1925
  - غرفة التجارة تأسست .
- 1932
  - محطة القطار Laagri تفتتح .
- 1935
  - المتحف البحري الاستونية تأسس .
- 1936
  - مطار تالين يفتح .
- 1937
  - المدرسة الداخلية الفرنسية بنيت .
- 1938

يفتح ** محطة الشحن Kopli .
- 1939
  - حديقة حيوان تالين تأسست .
- 1940
  - 29 يوليو - وسط من Nõmme اندمجت إلى تالين .
- 1941
  - قصف تالين في الحرب العالمية الثانية من قبل السوفييت .
- 1942
  - قصف تالين في الحرب العالمية الثانية من قبل السوفييت .
- 1943
  - قصف تالين في الحرب العالمية الثانية من قبل السوفييت .
  - 24 مارس : Bungsberg (السفينة) غرقت .
- 1944
  - قصف تالين في الحرب العالمية الثانية من قبل السوفييت .
- 1945
  - TALLINNA Autobussikoondis تأسست .
- 1977
  - إعادة افتتاح قلعة غليني بعد اكتمال أعمال الصيانة.

### ما بعد عام 1987
- 1987
  - متحف التاريخ الاستونية افتتح .
- 1988
  - كلية إدارة الأعمال الاستونية المعمول بها.
- 1989
  - السكان: 478974 .
- 1990
  - مدرسة الاستونية الدبلوماسي المعمول بها.
- 1991
  - الاستونية الأكاديمية البحرية وجامعة الشمال تأسست .
- 1993
  - جامعة كونكورديا الدولية استونيا المعمول بها.
- 1997
  - تالين الأسود ليالي مهرجان يبدأ .
- 1998
  - مركز التسوق آل مار روكا يفتتح
- 1999
  - 28 أيار - مركز تسوق Kristiine يفتتح .

## القرن 21
قالب:توسيع القسم
- 2000 - الاستونية كلية تقنية المعلومات المعمول بها.
- 2001
  - فندق راديسون ساس يفتتح .
- 2003
  - متحف للمهن يفتتح .
- 2004
  - مركز فيرو مع محطة حافلات يفتح .
  - مركز تالين يفتح .
- 2005
  - مسرح NO99 نشطة.
- 2006
  - متحف الفن كومو.
- 2007
  - 10 ديسمبر - افتتاح فندق Swissôtel تالين .
- 2008 *
  - 10 نوفمبر - افتتاح محطة القطار Kitseküla .

2009 *
- - VAO لتوليد الطاقة يبدأ التشغيل.
  - 6 أكتوبر - نوكيا تفتتح قاعة .

2011 *
- - TALLINNA TV يبدأ البث.
  - عينت مدينة عاصمة الثقافة الأوروبية .
- 2012
  - السكان: 418107 .

## الجغرافيا
يقع تالين على الساحل الجنوبي للخليج فنلندا، في شمال غرب استونيا. أكبر بحيرة في تالين هو بحيرة تالين (1.6 كم 2 (0.6 ميل مربع)). و تعتبر المصدر الرئيسي لمياه الشرب في المدينة.
بحيرة هاركو هي ثاني أكبر بحيرة داخل حدود تالين ومساحتها 1.6 كيلومتر مربع (0.6 ميل مربع). و يوجد في عاصمة النهر الكبير الوحيد هو نهر بيريتا في بيريتا وأيضا يوجد نهر «هريابيا» وهي نهر صغير تدفق من بحيرة تالين من خلال المدينة إلى البحر ولكن تم تحويل نهر لمياه الصرف الصحي في سنة 1930 ومنذ ذلك الحين اختفى تماما من المدينة.
أعلى نقطة في تالين، في 64 مترا فوق مستوى سطح البحر، ويقع في منطقة هيو و Nõmme في الجنوب الغربي من المدينة.
طول الساحل هو 46 كيلومترا (29 ميلا). وهو يتألف من ثلاثة أكبر أشباه الجزر: شبة الجزيرة كوبلي وشبة الجزيرة بالجاساري وشبة جزيرة Kakumäe .

## المناخ
تقع مدينة تالين في المناخ القاري الرطب، فصل الصيف معتدل وبارد، وفصل شتاء باردة ولكن معتدل لخط العرض لها، نظرا لموقعها الساحلي. شهر فبراير هو أكثر الشهور برودة، حيث يبلغ متوسط درجة الحرارة حوالي -4.3 °C (24.3 °F). ودرجات الحرارة تميل إلى تحوم على مقربة من علامة التجميد ولكن نوبات خفيفة من الطقس يمكن ان يدفع درجات حرارة أعلى من 0 درجة مئوية (32 درجة فهرنهايت)، ووصلت في بعض الأحيان أعلى من 5 °C (41 °F) بينما الكتل الهوائية الباردة يمكن أن تدفع درجات الحرارة أدناه -18 °C (-0 °F). في المتوسط هناك 3-6 أيام حيث تبقى درجة الحرارة فوق درجة التجمد ليوم كامل، وهناك 6 أيام حيث تصل درجة الحرارة إلى أو تنخفض -17 °C (1 °F)، أما تساقط الثلوج هو شائع خلال أشهر الشتاء وتتميز كميات منخفضة من أشعة الشمس، والتي تتراوح من فقط 0.5 ساعات من ضوء الشمس في اليوم الواحد في ديسمبر إلى 4.1 ساعات في مارس اذار. وأما في الانقلاب الشتوي ضوء النهار يستمر لمدة 6 ساعات.
الربيع يبدأ بارد بعيدا، مع انخفاض درجات الحرارة المشتركة في آذار ونيسان ولكنه يصبح تدريجيا أكثر دفئا في أواخر مايو عندما تكون درجات الحرارة خلال النهار متوسط 15.2 درجة مئوية (59.4 درجة فهرنهايت) على الرغم من أن درجات الحرارة ليلا ما زالت باردة، حيث بلغ متوسطها -1.0 إلى 5.2 °C (30-41 °F) من مارس إلى مايو. تساقط الثلوج هو شائع في شهري مارس وأبريل ولكن عادة ما يتوقف السقوط في مايو.
الصيف معتدل مع درجات الحرارة في النهار تحوم حول 19 إلى 21 درجة مئوية (66-70 درجة فهرنهايت) ودرجات الحرارة ليلا في المتوسط ما بين 9,6 حتي 12,7 درجة مئوية (49 إلى 55 درجة فهرنهايت) من يونيو إلى أغسطس. شهر أحر هو عادة يوليو، بمتوسط 17.2 درجة مئوية (63.0 درجة فهرنهايت). فترات الطقس الحار نادرة خلال أشهر الصيف، فقط 31 يوما في السنة حيث تصل درجة الحرارة إلى أو يتجاوز 21.0 درجة مئوية (69.8 درجة فهرنهايت). خلال الصيف يكون الجو غائم جزئيا أو واضحة بعض أيام شائعة .
تالين يتلقى 618 مليمتر (24.3 في) لهطول الأمطار سنويا والتي يتم توزيعها بالتساوي على مدار السنة على الرغم من أن شهري مارس وأبريل هي الأشهر الأكثر جفافا، حيث بلغ متوسطها حوالي 30 مليمتر (1.2 في)، في حين يوليو وأغسطس هي أشهر بللا مع 74 مليمتر (2.9 في) لهطول الأمطار. ويبلغ متوسط الرطوبة 81٪، بدءا من نسبة مرتفعة من 88٪ إلى أدنى من 69٪ في مايو.

## المناطق الادارية
ينقسم تالين إلى 8 مناطق ادارية
| الحي          | عدد السكان | المساحة في كلم مربع               |
| ------------- | ---------- | --------------------------------- |
| هابيرستي      | 42839      | على بعد 18.6 كم 2 (7.2 ميل مربع)  |
| كيسكلين (وسط) | 52820      | على بعد 28.0 كم 2 (10.8 ميل مربع) |
| Kristiine     | 30274      | على بعد 9.4 كم 2 (3.6 ميل مربع)   |
| Lasnamäe      | 116490     | على بعد 30.0 كم 2 (11.6 ميل مربع) |
| Mustamäe      | 64425      | على بعد 8.0 كم 2 (3.1 ميل مربع)   |
| Nõmme         | 39049      | على بعد 28.0 كم 2 (10.8 ميل مربع) |
| بيريتا        | 17,019     | على بعد 18.7 كم 2 (7.2 ميل مربع)  |
| شمال تالين    | 56914      | على بعد 17.3 كم 2 (6.7 ميل مربع)  |

## السكان
يبلغ عدد السكان المسجلين في تالين هو 425249 اعتبارا من 1 أبريل 2013.
اللغة السائدة والرسمية فقط في تالين اللغة الاستونية ، وتليها الروسية. اعتبارا من عام 2011، 206490 (50.1٪) يتحدثون الاستونية هي لغتهم الأم و192199 (46.7٪) يتحدثون اللغة الروسية كلغة الأم وتشمل أيضا اللغات الأخرى الأوكرانية والبيلاروسية و الفنلندية .
| سنة  | السكان  |
| ---- | ------- |
| 1372 | 3250    |
| 1772 | 6954    |
| 1816 | 12000   |
| 1834 | 15300   |
| 1851 | 24.000  |
| 1881 | 45900   |
| 1897 | 58,800  |
| 1925 | 119,800 |
| 1959 | 283,071 |
| 1989 | 478,974 |
| 1996 | 427,500 |
| 2000 | 400,378 |
| 2005 | 401,694 |
| 2006 | 399,108 |
| 2007 | 400,911 |
| 2011 | 415,416 |
| 2012 | 416,536 |

## الاقتصاد
بعد حرب العالمية الثانية تم ترميم المدينة وصناعتها، وفاق النمو الصناعي بحلول عام 1957 وكان نصيب مدينة صناعية الإجمالي في استونيا في عام 1975 حوالي 45 ٪ . ويوجد فيها شركات من أكبر الشركات الاتحاد السوفيتي ويقع في المدينة قاعدة التبريد وأساطيل الصيد بشباك الجر من اتحاد الجمهوريات الاشتراكية السوفياتية .
ومن القطاعات الاقتصادية الذي موجودة في تالين المنسوجات، والصناعات الغذائية، تعتبر ميناء تالين هي واحدة من أكبر الموانئ في منطقة بحر البلطيق .
يعتبر تالين هي العاصمة المالية والتجارية من استونيا. الفوائد المدينة من مستوى عال من الحرية الاقتصادية، وسياسة اقتصادية ليبرالية، ولها اقتصاد متنوع للغاية مع قوة خاصة في مجال تكنولوجيا المعلومات والسياحة والخدمات اللوجستية. ديلي ميل دعا تالين واحدة من سبع مدن أذكى في العالم. حاليا، أكثر من نصف الناتج المحلي الإجمالي الاستونية تم إنشاؤه في تالين.
وفي عام 2008، بلغ الناتج المحلي الإجمالي للفرد الواحد في تالين 172٪ من متوسط الاستونية. وهذا يضع الناتج المحلي الإجمالي من 115٪ في تالين من المتوسط الاتحاد الأوروبي، في حين أن مستوى الناتج المحلي الإجمالي في استونيا هو 67٪ من متوسط الاتحاد الأوروبي .
تتركز في تالين مقر والعمل الرئيسي لمعظم الشركات وفروع الشركات الأجنبية الرائدة في البلاد . و يوجد فرع من شركة سكايب الدولية، وأصبحت شعبية برنامج الاتصال الهاتفي عبر الإنترنت الشهيرة. توظف حوالي 150 عامل، وهو ما يمثل حوالي ربع كامل ولاية

## تكنولوجيا المعلومات
بالإضافة إلى وظائف لفترة طويلة كما الميناء والعاصمة، شهدت تالين تطوير قطاع تكنولوجيا المعلومات؛ في ال 13 كانون الأول 2005، طبعة، تتميز نيويورك تايمز إستونيا بأنها «نوع من وادي السليكون على بحر البلطيق» واحدة من مدن شقيقة تالين هي مدينة وادي السيليكون في لوس قطط، كاليفورنيا. سكايب هو واحد من أفضل المعروف من عدة الاستونية المبتدئة منشؤها من تالين. العديد من الشركات المبتدئة نشأت من معهد الحقبة السوفيتية من علم التحكم الآلي. في السنوات الأخيرة هو تالين تصبح تدريجيا مركز تقنية المعلومات الرئيسية في أوروبا، مع CCD COE من منظمة حلف شمال الأطلسي، وكالة الاتحاد الأوروبي لأنظمة تكنولوجيا المعلومات على نطاق واسع ومراكز تطوير تكنولوجيا المعلومات من الشركات الكبيرة، مثل تيلياسونيرا وكونا + ناجل كونها مبنية في المدينة.

## السياحة
تالين تشتهر دوليا كوجهة سياحية، وتلقي أكثر من 1.5 مليون زائر سنويا .

## الطاقة
تقع شركة Eesti Energia فيها شركة الطاقة المحولة للصخر الزيتي وو تستضيف المدينة أيضا مقر Elering، وهو مواطن نقل مشغل الطاقة الكهربائية النظام وعضو ENTSO-E، والاستونية شركة الغاز الطبيعي EESTI الغاليوم وللطاقة القابضة شركة Alexela انيرجيا، وهي جزء من Alexela المجموعة. أنشئت نورد بقعة بركة، أكبر سوق للطاقة الكهربائية في العالم، مكتبها المحلي في تالين.

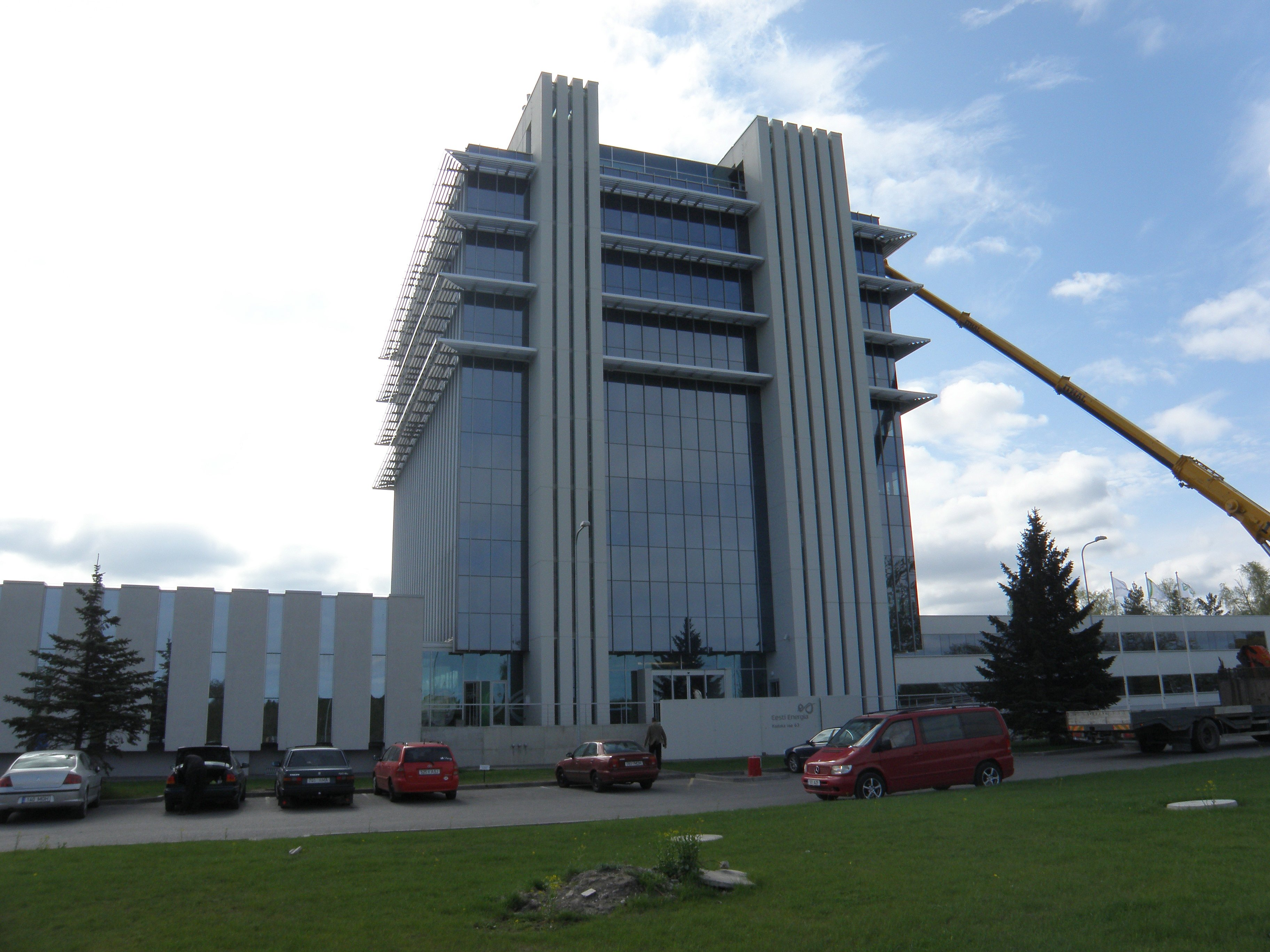
مقر شركة Eesti Energia

## التعليم
في عام 2009 يوجد في تالين 78 مدارس التعليم العام الذي يدرس فيها 39307 طالب وطالبة ويدرس في مدارس تالين بجانب اللغة الاستونية اللغة الاجنبية الروسية .
توجد الكثير من المؤسسات التعليم العالي والعلوم وتشمل:
- أكاديمية الأستونية الآداب
- أكاديمية الأستونية من علوم الأمنية
- أكاديمية الأستونية للموسيقى والمسرح
- كلية إدارة الأعمال الاستونية
- الأستونية الأكاديمية البحرية
- الاستونية الكنيسة الانجيلية اللوثرية معهد اللاهوت
- المعهد الوطني للفيزياء الكيميائية والفيزياء الحيوية
- جامعة تالين
- جامعة تالين للتكنولوجيا
- أكاديمية نور
- مدرسة تالين الاقتصاد
- مدرسة تالين الخدمة
- مدرسة تالين للخدمة

## الصحة
باعتبارها عاصمة وأكبر مدينة في استونيا تتركز فيها الكثير من البنية التحتية الطبية في البلاد. وبحلول نهاية عام 2008 ، يوجد في المدينة تسعة مستشفيات مع 2,765 أسرة، المدينة لديها 1,928 الأطباء وأطباء الأسنان 496 ، 3807 شخص الممرضات ( 410 الأطباء عام 1940، 2.3 مليون الأطباء في عام 1975 ) .

## الرياضة
في يناير 2010 تم عقد الأوروبي بطولات التزلج على الجليد في تالين. و يوجد في تالين الكثير من ملاعب الرياضية ومنها قاعة ساكو، ملعب كادريورج، ملعب كالف الوسطى .

## المواصلات
المدينة تدير نظام الحافلات (64 خطوط) والترام (4 خطوط) وعربة باص (7 خطوط) الطرق المؤدية إلى جميع المناطق. ويستخدم نظام مسطحة أجرة. يتم الدفع للتذاكر واحدة إما عن طريق الشراء المسبق للتذاكر في أكشاك في الشوارع الجانبية أو عن طريق شراء من السيارة النقل. وتتوفر من خلال التسجيل من خلال بطاقة الهوية الوطنية بطاقات شهرية. بدءا من يناير 2013 وسائل النقل العام للمواطنين المسجلين للعيش في تالين هو مجاني تماما التي تشمل الحافلات والترام والترولي باص .

## المدن الشقيقة
- البندقية، إيطاليا
- لوس غاتوس، الولايات المتحدة الأميركية
- بياليستوك، بولندا
- دارتفورد، المملكة المتحدة
- غنت، بلجيكا
- ميريلاند، الولايات المتحدة الأمريكية
- جوتنبرج، السويد
- خرونينغن، هولندا
- غدانسك، بولندا
- كييل، ألمانيا
- كوتكا، فنلندا
- ومزا، بولندا
- مالمو، السويد
- موسكو، روسيا
- ريغا، لاتفيا
- سانت بطرسبرغ، روسيا
- شفيرين، ألمانيا
- ستوكهولم، السويد
- فيلنيوس، ليتوانيا